# Kristina Vogel
Pour les articles homonymes, voir Vogel.

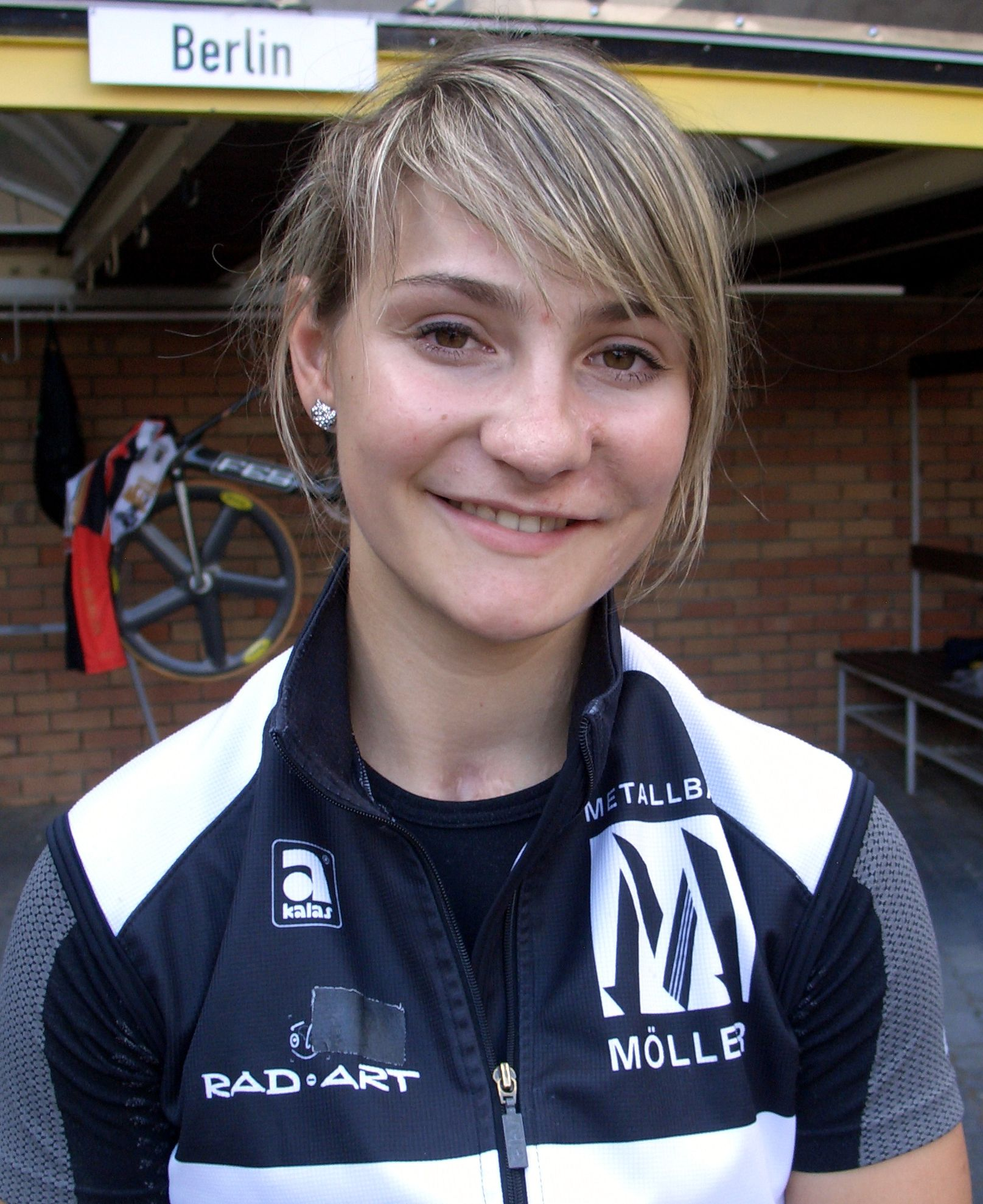
Kristina Vogel (2010)

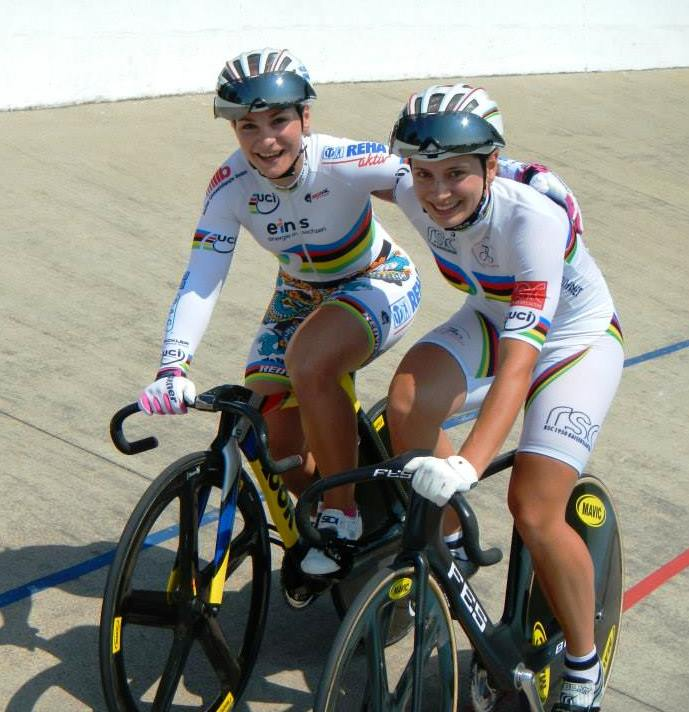
Kristina Vogel (à gauche) et Miriam Welte aux championnats d'Allemagne 2013.

Kristina Vogel, née le 10 novembre 1990 à Léninskoyé, en Union soviétique (actuellement Kirghizistan), est une coureuse cycliste allemande. Spécialiste des épreuves de vitesse sur piste, elle est double championne olympique (vitesse par équipes en 2012 et vitesse individuelle en 2016). Avec onze titres mondiaux entre 2013 et 2018, elle est la cycliste sur piste la plus titrée aux côtés de l'Australienne Anna Meares. 
En juin 2018, elle est victime d'un accident à l'entraînement qui la rend paraplégique et l'oblige à se déplacer en fauteuil roulant.

## Biographie

### Enfance et débuts
Elle a la particularité d'être née à Léninskoyé, dans le district de Bishkek, la capitale du Kirghizistan. Elle déménage avec ses parents en Allemagne alors qu'elle a six mois.
Dotée d'un fort potentiel, Kristina Vogel a tout remporté dans les catégories de la vitesse chez les juniors (17/18 ans). Elle a ainsi remporté six titres de championne du monde, deux de championne d'Europe et deux de championne d'Allemagne.

### Accident de la route
En mai 2009, elle est grièvement blessée après une collision avec une fourgonnette de police lors d'un l'entraînement près de son domicile à Erfurt. Elle est placée dans un coma artificiel pendant deux jours. Elle souffre de blessures graves : une vertèbre thoracique et les os carpiens ont été brisés, elle a perdu plusieurs dents et la vitre de la voiture a coupé son visage. La moitié de son visage est partiellement paralysée. En août 2014, le tribunal du district d'Erfurt condamne le Land de Thuringe en tant que détenteur du véhicule à lui verser un montant de 100 000 euros pour l'indemniser des préjudices physiques et moraux. L'État libre souhaitait payer 25 000 euros pour compenser la douleur et la souffrance subies, quand Vogel en exigeait 80 000 euros. Dans son jugement, le juge civil a basé son estimation sur la gravité de la blessure, mais aussi la durée d'attente entre l'accident et le procès et le comportement durant le procès de l'État libre. La décision n'est pas encore définitive.

### Retour à la compétition
Après une hospitalisation prolongée et de multiples interventions chirurgicales, elle annonce en février 2010 son retour lors des championnats du monde de cyclisme sur piste 2010 en mars à Copenhague. Elle termine cinquième du tournoi de vitesse et sixième en vitesse par équipes aux côtés de Miriam Welte.  Lors des championnats d'Allemagne sur piste 2010, à Cottbus, elle remporte trois médailles d'or : en vitesse, keirin et 500 mètres contre-la-montre. En décembre de la même année, elle obtient sa première victoire en Coupe du monde en vitesse lors de la manche colombienne de Cali.

### 2012: titre mondial et olympique
Elle participe aux championnats du monde 2011, se classant dans le top 10 en vitesse par équipes (cinquième), vitesse individuelle (septième) et keirin (dixième), sans parvenir à obtenir de médailles. Lors des championnats du monde 2012 à Melbourne, Kristina Vogel devient avec Miriam Welte championne du monde de vitesse par équipes. En qualifications et en finales, elles battent à chaque fois le record du monde de la discipline. En keirin, elle remporte la médaille de bronze, sa première médaille individuelle dans un championnat du monde chez les élites.
Elle est sélectionnée pour participer aux épreuves sur piste aux Jeux olympiques d'été de 2012. Associée à Miriam Welte, elle devient championne olympique de vitesse par équipes, nouvelle épreuve du programme olympique. Elles ont bénéficié du déclassement de l'équipe britannique au premier tour (initialement deuxième temps) puis des Chinoises en finale (passage de relais  hors zone) pour décrocher l'or,. Vogel termine également quatrième de la vitesse individuelle et dixième du keirin.

### À partir de 2013: nouvelle référence mondiale
En novembre 2012, Kristina Vogel remporte lors de la deuxième manche de la Coupe du monde à Glasgow, l'or en vitesse et en keirin et l'argent sur 500 mètres. Lors des mondiaux 2013 à Minsk, elle conserve son titre en vitesse par équipes avec Miriam Welte. En vitesse, elle parvient en finale, mais battue par Rebecca James, elle doit se contenter de la médaille d'argent. 
Sa saison 2013-2014 marque son ascension au sommet de la hiérarchie du sprint mondial. En octobre 2013, elle devient championne d'Europe de vitesse. Le 7 décembre 2013, lors de la manche de Coupe du monde organisée à Aguascalientes, elle bat deux records du monde : 10,384 secondes pour le 200 mètres départ lancé et en collaboration avec Miriam Welte elle réalise 32,153 secondes pour le sprint par équipes sur 500 mètres. Au total, elle remporte six manches de Coupe du monde en 2013-2014 en autant de participation : deux en vitesse, deux en vitesse par équipes et deux en keirin. Mais c'est aux mondiaux de Cali qu'elle concrétise sa domination. Elle remporte les titres sur les trois épreuves où elle est engagée (comme François Pervis chez les hommes), à savoir le keirin, la vitesse et la vitesse par équipes (avec Welte), portant son total à cinq titres mondiaux.
Aux mondiaux 2015, elle conserve son maillot arc-en-ciel en vitesse, mais échoue en keirin et en vitesse par équipes. Dans la même année, aux championnats d'Europe, elle remporte l'argent en vitesse par équipes et le bronze en vitesse. En 2016, elle est à Londres championne du monde du keirin (son septième titre mondial) et médaillée de bronze avec Miriam Welte en vitesse par équipes.

### Rio 2016
Cette même année, Vogel est sélectionnée pour les Jeux olympiques de Rio de Janeiro. Là, elle devient la première championne olympique allemande en vitesse, remporte la médaille de bronze avec Miriam Welte en vitesse par équipes et termine à la sixième place en keirin. Lors du tournoi de vitesse, elle est la seule athlète à pouvoir battre les sprinteuses britanniques, malgré le fait que sa selle soit tombée lors du sprint final décisif.

### 2017-2018: record de titres mondiaux

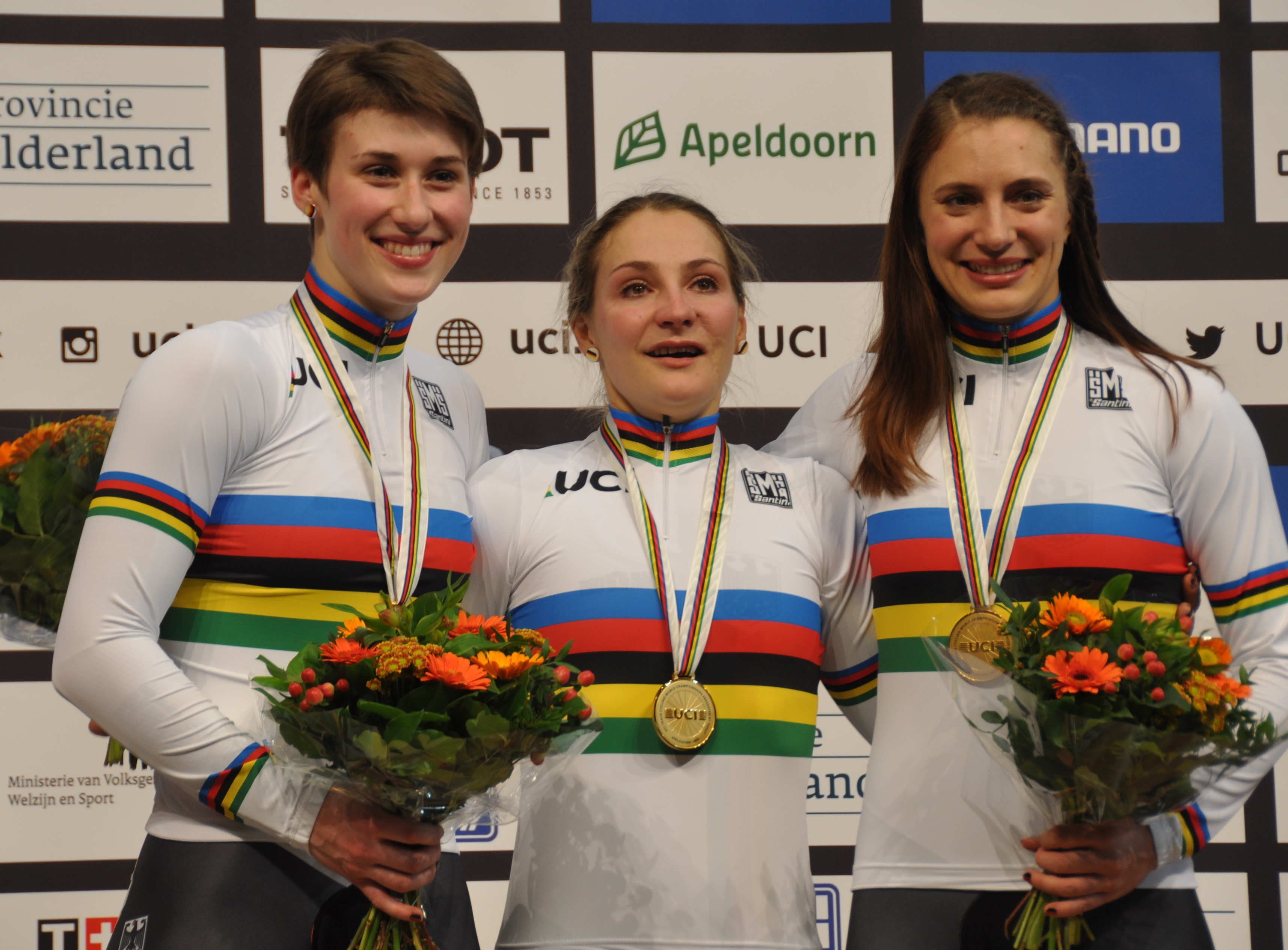
Championne du monde de vitesse par équipes 2018, avec Pauline Grabosch (à gauche) et Miriam Welte (à droite)

En 2017, dans cette première année post-olympique, Kristina Vogel devient double championne du monde en vitesse et en keirin. En outre, elle est élue lors de ces championnats, avec le Belge Kenny De Ketele à la Commission des athlètes de l'UCI. À l'automne 2017, elle remporte deux titres européens devant son public à Berlin, en vitesse et en keirin. Avec Welte et Pauline Grabosch, elle remporte l'argent en vitesse par équipes.
Lors des trois premières manches de la Coupe du monde 2017-2018, elle réussit à chaque fois le  triplé en vitesse, keirin et vitesse par équipes.
Aux Mondiaux 2018 à Apeldoorn, elle devient double championne du monde en vitesse et vitesse par équipes. Elle est alors sur une série de 37 victoires remportées dans les compétitions majeures (Jeux olympiques, Championnats du monde et d'Europe, Coupes du monde) en vitesse individuelle ces deux dernières années. Sa dernière défaite date du 6 mars 2016 face à la Chinoise Zhong Tianshi en demi-finales des mondiaux de Londres. Avec cela, elle remporte ses dixième et onzième titres mondiaux, égalant le record détenu par l'Australienne Anna Meares. Avec une sixième place en keirin, elle échoue dans son objectif de la battre avec un douzième titre.

### Accident

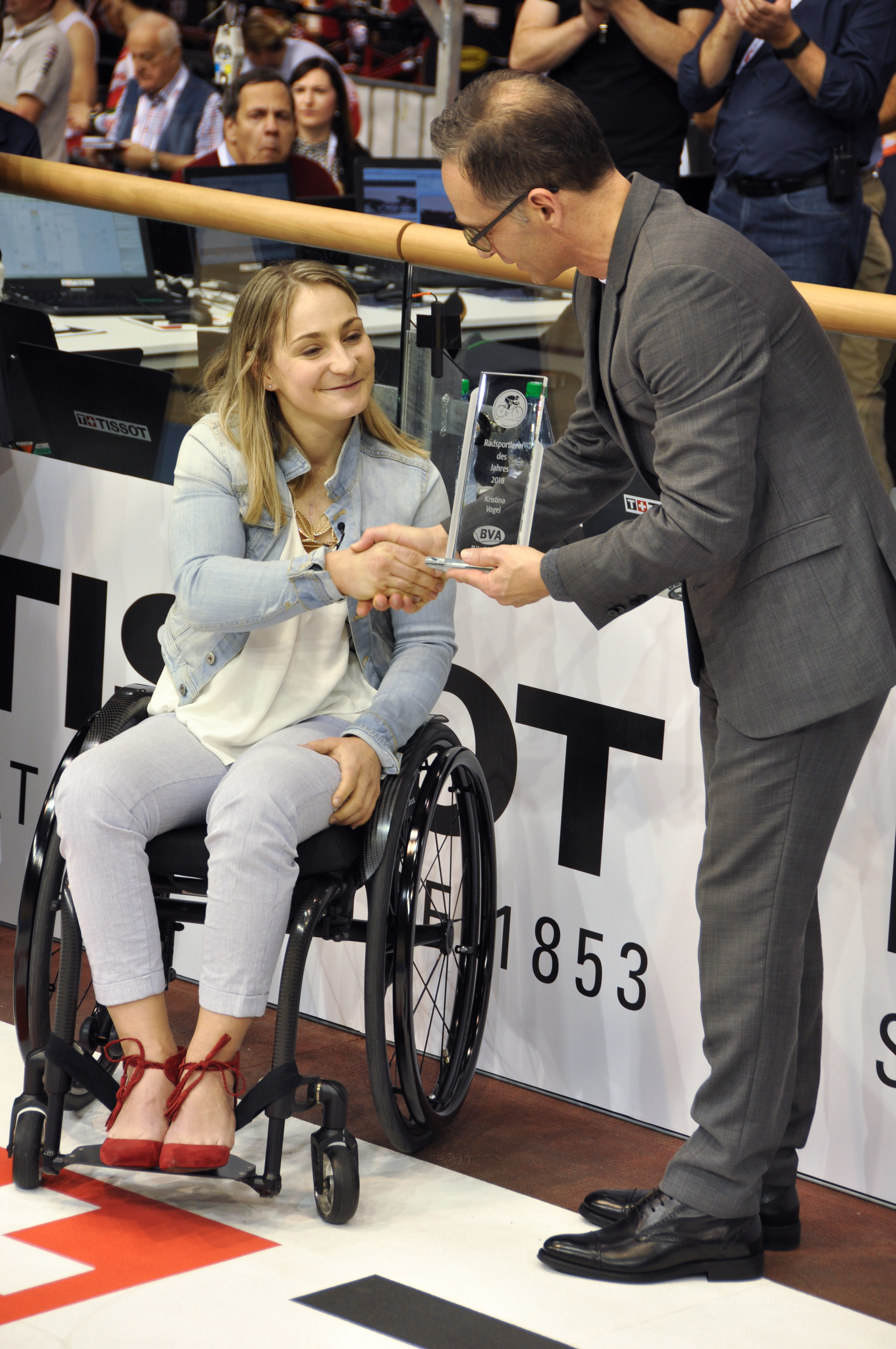
Heiko Maas, le ministre fédéral des Affaires étrangères récompense Kristina Vogel du titre de cycliste allemande de l'année en 2018

Le 26 juin 2018, elle chute très lourdement pendant un entraînement sur le vélodrome de Cottbus après une collision avec un coureur néerlandais. Elle souffre d'une fracture du sternum et une grave blessure à la colonne vertébrale. Son coéquipier Maximilian Levy a fourni les premiers secours. Elle est transportée par hélicoptère à l'hôpital de Berlin pour être opérée. Par la suite, elle est placée dans un coma artificiel. 
Vogel s'entraînait à Cottbus pour participer au Grand Prix d'Allemagne le week-end suivant. L'événement est maintenu malgré son grave accident et sert de prélude à la levée de fonds #staystrongkristina, initiée par Maximilian Levy et son équipe Erdgas.2012. Les cyclistes des différents pays avec des brassards ont montré leur solidarité avec Kristina Vogel. 
Le 7 septembre, elle parle de son accident pour la première fois dans une interview avec Der Spiegel et annonce qu'elle restera paraplégique,. Sa moelle épinière a été sectionnée à la septième vertèbre thoracique. Elle est donc paraplégique à partir de la poitrine. En fin d'année 2018, elle est élue une nouvelle fois cycliste allemande de l'année.
En décembre 2018, Deutsche Sporthilfe annonce la création d'un fonds de soutien pour elle. Des fonds similaires sont prévus pour le joueur de handball Joachim Deckarm et le gymnaste Ronny Ziesmer, tous deux également gravement handicapés après des accidents sportifs.

### Après carrière
En janvier 2019, elle est nommée ambassadrice des championnats du monde sur piste 2020 à Berlin. Elle s'est portée candidate pour l'Union chrétienne-démocrate aux élections locales du 26 mai 2019 pour le conseil municipal d'Erfurt. Elle s'est classée deuxième sur la liste électorale locale et devient membre du conseil municipal. En août 2019, elle commente pour la ZDF les championnats d'Allemagne sur piste.

## Records
Kristina Vogel a battu plusieurs records du monde sur piste. Avec Miriam Welte, elle a amélioré le record du sprint sur 500 mètres par équipes départ arrêté à trois reprises depuis 2012, même si elles ne sont plus détentrices du record du monde depuis la finale des Jeux olympiques de 2016. En décembre 2013, lors de la Coupe du monde sur piste d'Aguascalientes, elle réalise un nouveau record du monde du 200 mètres départ lancé en 10,384 secondes. Ce record est battu en 2019 par la Canadienne Kelsey Mitchell qui réalise 10,154 secondes. En décembre 2016, elle améliore à Francfort, le record du monde du 500 mètres départ lancé en 28,970 secondes et devient ainsi la première femme sous les 29 secondes.

## Vie personnelle
Kristina Vogel est issue d'une famille germano-kirghize. En plus de sa carrière de cycliste sur piste, elle était également agent de police à temps partiel.
Depuis 2009, elle est en couple avec l'ancien sprinteur Michael Seidenbecher, avec qui elle vit à Erfurt.

## Palmarès

### Jeux olympiques
- Londres 2012
  -  Championne olympique de vitesse par équipes (avec Miriam Welte)
  - 4e de la vitesse individuelle
  - 10e du keirin
- Rio 2016
  -  Championne olympique de vitesse individuelle
  -  Médaillée de bronze de la vitesse par équipes
  - 6e du keirin

### Championnats du monde
- Pruszkow 2009
  - 6e de la vitesse par équipes
  - 10e du keirin
- Apeldoorn 2011
  - 5e de la vitesse par équipes
  - 7e de la vitesse individuelle
  - 10e du keirin
- Melbourne 2012
  -  Championne du monde de vitesse par équipes (avec Miriam Welte)
  -  Médaillée de bronze du keirin
- Minsk 2013
  -  Championne du monde de vitesse par équipes (avec Miriam Welte)
  -  Médaillée d'argent de la vitesse
  - 6e du keirin
- Cali 2014
  -  Championne du monde de vitesse individuelle
  -  Championne du monde de keirin
  -  Championne du monde de vitesse par équipes (avec Miriam Welte)
- Saint-Quentin-en-Yvelines 2015
  -  Championne du monde de vitesse individuelle
  - 4e de la vitesse par équipes
  - 17e du keirin
- Londres 2016
  -  Championne du monde de keirin
  -  Médaillée de bronze de la vitesse individuelle
  -  Médaillée de bronze de la vitesse par équipes
- Hong Kong 2017
  -  Championne du monde de vitesse individuelle
  -  Championne du monde de keirin
  -  Médaillée de bronze de la vitesse par équipes
- Apeldoorn 2018
  -  Championne du monde de vitesse par équipes (avec Miriam Welte et Pauline Grabosch)
  -  Championne du monde de vitesse individuelle
  - 6e[20]

### Championnats du monde juniors
- 2007
  -  Championne du monde de la vitesse juniors
  -  Championne du monde de la vitesse par équipes juniors (avec Sabine Bretschneider)
  -  Championne du monde du 500 mètres juniors
- 2008
  -  Championne du monde de la vitesse juniors
  -  Championne du monde du keirin juniors
  -  Championne du monde du 500 mètres juniors

### Coupe du monde
| - 2008-2009 - 2e de la vitesse par équipes à Cali - 2e de la vitesse par équipes à Copenhague - 2010-2011 - 2e de la vitesse par équipes à Cali - 3e de la vitesse à Melbourne - 2010-2011 - 1re de la vitesse à Cali - 2011-2012 - 1re de la vitesse à Cali - 1re de la vitesse par équipes à Cali (avec Miriam Welte) - 2e du keirin à Astana - 2e du keirin à Cali - 3e de la vitesse par équipes à Astana - 2012-2013 - 1re de la vitesse à Glasgow - 1re du keirin à Glasgow - 2e du 500 mètres à Glasgow - 2013-2014 - 1re de la vitesse à Manchester - 1re de la vitesse à Aguascalientes - 1re de la vitesse par équipes à Manchester (avec Miriam Welte) - 1re de la vitesse par équipes à Aguascalientes (avec Miriam Welte) - 1re du keirin à Manchester - 1re du keirin à Aguascalientes | - 2014-2015 - 1re de la vitesse à Londres - 2e du keirin à Londres - 2e de la vitesse par équipes à Londres - 2015-2016 - 1re du keirin à Cali - 1re de la vitesse à Cambridge - 2016-2017 - 1re du keirin à Cali - 1re du keirin à Los Angeles - 1re de la vitesse à Cali - 1re de la vitesse à Los Angeles - 1re de la vitesse par équipes à Cali (avec Miriam Welte) - 2017-2018 - Classement général de la vitesse - 1re de la vitesse à Pruszków - 1re de la vitesse à Manchester - 1re de la vitesse à Milton - 1re du keirin à Pruszków - 1re du keirin à Manchester - 1re du keirin à Milton - 1re de la vitesse par équipes à Pruszków (avec Pauline Grabosch) - 1re de la vitesse par équipes à Manchester (avec Miriam Welte) - 1re de la vitesse par équipes à Milton (avec Miriam Welte) |

### Championnats d'Europe
| Épreuve / Édition      | 500 mètres | Keirin | Vitesse individuelle | Vitesse par équipes |
| Cottbus 2007 (juniors) | Or         | Bronze | Or                   |                     |
| Pruszków 2010          |            |        | Argent               | Bronze              |
| Apeldoorn 2011         |            |        |                      | Bronze              |
| Apeldoorn 2013         |            | Argent | Or                   | Argent              |
| Baie-Mahault 2014      |            | Or     | Bronze               | Argent              |
| Granges 2015           |            |        | Bronze               | Argent              |
| Berlin 2017            |            | Or     | Or                   | Argent              |

### Championnats d'Allemagne
- 2007
  -  Championne d'Allemagne de vitesse juniors
  -  Championne d'Allemagne du 500 mètres juniors
- 2010
  -  Championne d'Allemagne de vitesse
  -  Championne d'Allemagne du 500 mètres
  -  Championne d'Allemagne du keirin
- 2011
  -  Championne d'Allemagne de vitesse
- 2012
  -  Championne d'Allemagne de vitesse
- 2013
  -  Championne d'Allemagne de vitesse
  -  Championne d'Allemagne de vitesse par équipes (avec Miriam Welte)
  -  Championne d'Allemagne du keirin
- 2014
  -  Championne d'Allemagne de vitesse
  -  Championne d'Allemagne de vitesse par équipes (avec Doreen Heinze)
  -  Championne d'Allemagne du keirin
- 2015
  -  Championne d'Allemagne de vitesse
  -  Championne d'Allemagne de vitesse par équipes (avec Gudrun Stock)
  -  Championne d'Allemagne du 500 mètres
- 2016
  -  Championne d'Allemagne de vitesse
  -  Championne d'Allemagne de vitesse par équipes (avec Pauline Grabosch)
- 2017
  -  Championne d'Allemagne de vitesse
  -  Championne d'Allemagne de vitesse par équipes (avec Pauline Grabosch)
  -  Championne d'Allemagne du keirin

## Distinctions

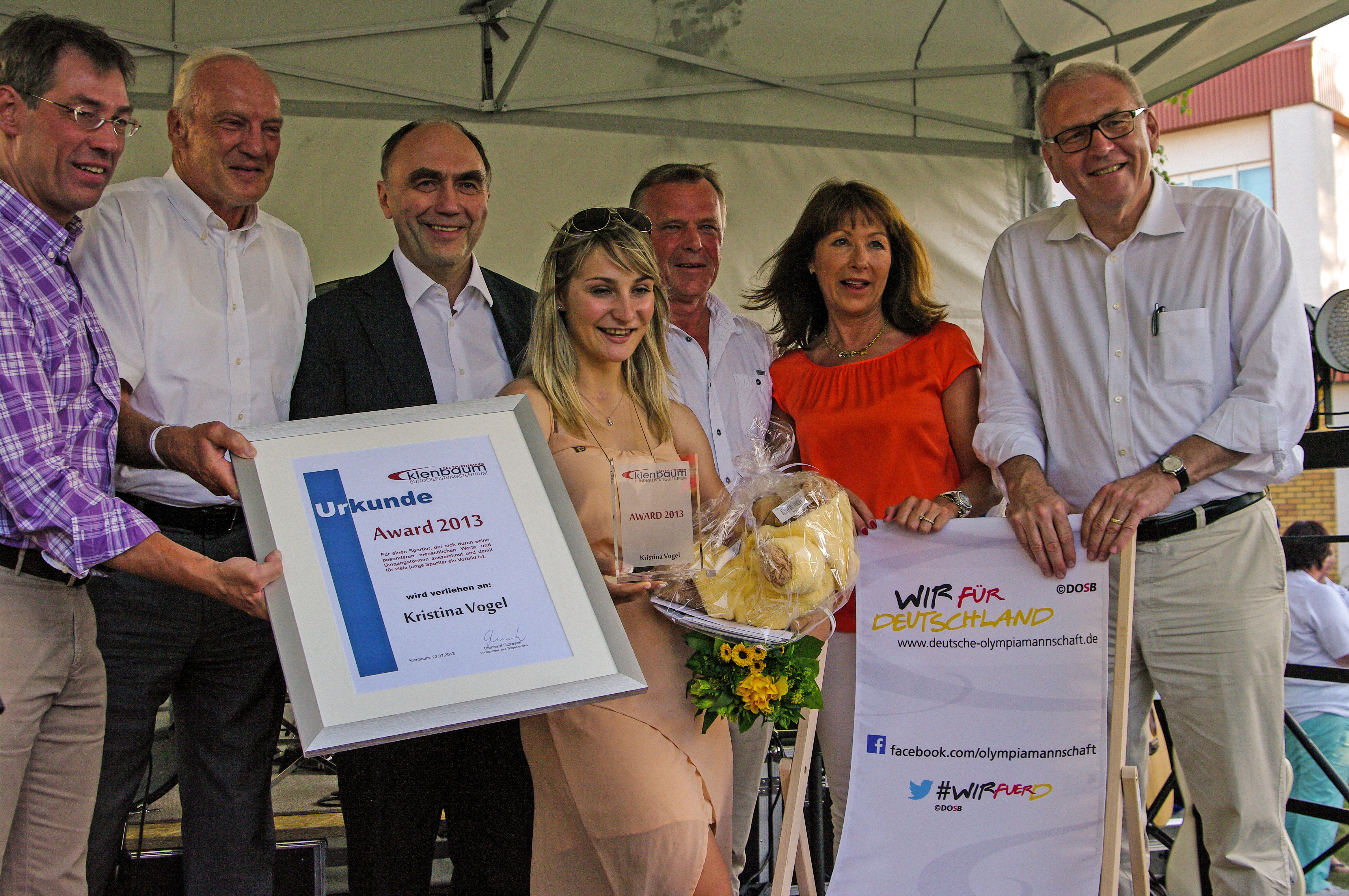
Kristina Vogel recevant un prix en 2013

- Cycliste allemande de l'année : 2012 (avec Miriam Welte), 2013, 2015, 2016, 2017 et 2018
- Hall of Fame de l'UEC[21]